# Zvjezdani vjetar
Zvjezdani vjetar je struja električki nabijena ili neutralna plina izbačena iz gornje atmosfere neke zvijezde. 
Nije isto što i bipolarni istjek, pojavu svojstvenu mladim zvijezdama, jer je manje kolimiran, iako zvjezdani vjetrovi nisu općenito sferično simetrični.
Različite vrste zvijezda imaju različite vrste zvjezdanih vjetrova.